# 娜迪拉·多里坤
娜迪拉·多里坤（維吾爾語：نادرة دولقۇن‎，拉丁维文：Nadira Dolqun，1月4日—），暱稱那笛，中国維吾爾族女演员、模特、主持人。生于北京市，因於2010年4月参加江苏卫视相亲节目《非诚勿扰》而為观众熟知。

## 出演

### 电影作品
- 2006年8月2日，青春励志电影《马背上的玫瑰》（ELLA）导演陆江，主演蒋恺、宋涛、闫勤
- 2012年6月30日，爱情微电影《兰·公馆》（主演）与李雅男合作

### 电视剧作品
- 2005年9月，军旅电视剧《走天山的女人》（俄罗斯少女娜嘉）导演吕枫，主演王彤、罗刚、戴娇倩
- 2006年6月7日，留学题材剧《派克式左轮》（婕妮）导演范小天，主演印小天、邬玉君、奇道
- 2006年，青春偶像剧《相遇》（兰子）主演郑柔美、杨子姗、萧正楠
- 2007年7月5日，警匪电视剧《警中警II》（穆兰兰）导演孙波，主演刘长纯、王玉璋、王志刚
- 2008年3月6日，亲情电视剧《非常父子》（梁郑）导演汪涛，主演杜淳、张定涵、杜志国
- 2008年7月，10集青春励志剧《放飞梦想》（NIUNIU）导演韩旭
- 2008年，缉毒电视剧《警中英雄》（国际杀手麦莉丝）导演孙波，主演赵恒煊、王玉璋、高婷婷
- 2008年8月29日，伦理电视剧《围屋里的桃花》（青女）导演马鲁剑，主演刘蓓、许还幻、王同辉
- 2010年4月16日，历史剧《万历首辅张居正》（奴儿花花）导演苏舟，主演唐国强、梅婷、巫刚
- 2011年，警匪电视剧《生死瞬间》（露西）导演尚鸿武，主演赵春羊、修革、陈娜

### 综艺节目
- 2010年4月，江苏卫视相亲节目《非诚勿扰》
- 2010年6月4日，江苏卫视综艺节目《时刻准备着》，与张子萱等代表瑞丽专属模特参加
- 2010年6月12日，世界杯网络综艺节目《非球勿扰》，与赵忠祥共同担任主持人
- 2011年4月19日，星空卫视节目《lady呱呱》，担任陪审团成员
- 2016年7月2日，hello！女神

### 广告
- 2008年，担任《瑞丽》、《昕薇》等时尚杂志的专属模特
- 2010年10月13日，担任游戏《大唐无双》广告模特，拍摄游戏写真